# Panasonic

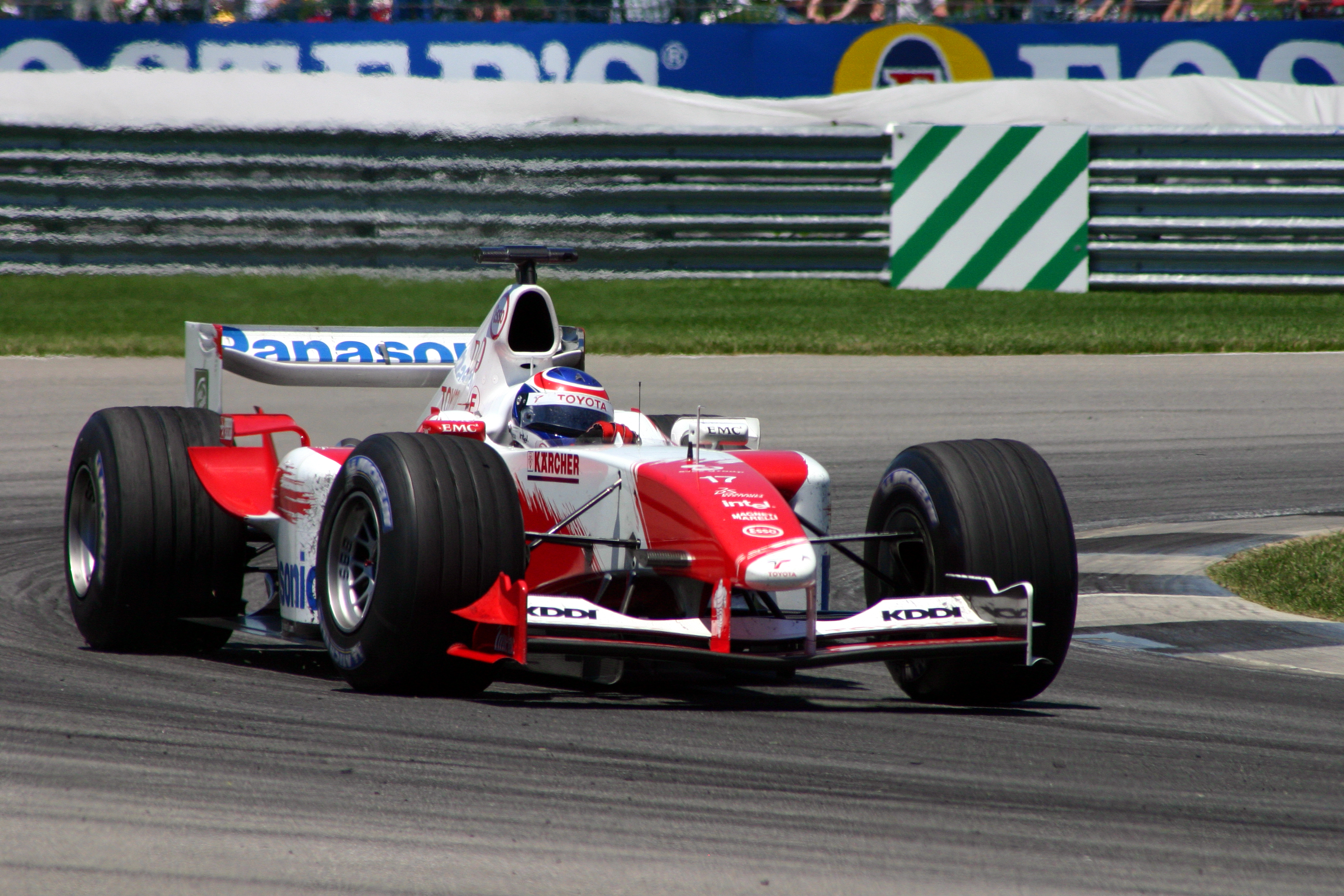
Panasonic was de primaire sponsor van het Toyota F1 team

Panasonic is het primaire merk dat het Japanse Panasonic Corporation gebruikt om zijn producten over de hele wereld aan de man te brengen. A Better Life, A Better World is Panasonic's slogan.
Het merk Panasonic werd geregistreerd in 1955 door Matsushita voor de Amerikaanse en Canadese markt. In Japan was de naam namelijk al geregistreerd. 
Panasonic Europa is ook actief in Nederland als officiële verkooporganisatie.
De grote multinational was tot 2009 de hoofdsponsor van Toyota F1, dat officieel Panasonic Toyota Racing heette. In de jaren 80 was Panasonic hoofdsponsor van de wielerploeg van Peter Post. Daarnaast is Panasonic bekend van het sponsoren van de Olympische Spelen.